# Русско-Ишимский сельсовет
Русско-Ишимский сельсовет — сельское поселение в Городищенском районе Пензенской области Российской Федерации.
Административный центр — село Русский Ишим.

## История
Статус и границы сельского поселения установлены Законом Пензенской области от 2 ноября 2004 года № 690-ЗПО «О границах муниципальных образований Пензенской области».
22 декабря 2010 года в соответствии с Законом Пензенской области № 1992-ЗПО в состав сельсовета включены территории упразднённого Мордово-Ишимского сельсовета.

## Население
| 2002 | 2010 | 2012 | 2013 | 2014 | 2015 | 2016 |
| ---- | ---- | ---- | ---- | ---- | ---- | ---- |
| 595  | ↘523 | ↗957 | ↘940 | ↘926 | ↘916 | ↘897 |
| 2017 | 2018 | 2021 |      |      |      |      |
| ↘879 | ↘842 | ↘760 |      |      |      |      |

## Состав сельского поселения
| № | Населённый пункт | Тип населённого пункта       | Население |
| - | ---------------- | ---------------------------- | --------- |
| 1 | Кологреевка      | деревня                      | 102       |
| 2 | Луговые Выселки  | деревня                      | 19        |
| 3 | Можарка          | село                         | ↘181      |
| 4 | Мордовский Ишим  | село                         | ↘245      |
| 5 | Новый Ишим       | деревня                      | 3         |
| 6 | Перелески        | посёлок                      | 3         |
| 7 | Русский Ишим     | село, административный центр | ↘333      |
| 8 | Садовка          | посёлок                      | 61        |
| 9 | Тумалейка        | посёлок                      | 5         |

### Упразднённые населённые пункты
1 декабря 2015 года Законом Пензенской области исключены из учётных данных административно-территориального устройства Пензенской области как фактически прекратившие существование населенные пункты, в которых отсутствуют официально зарегистрированные жители, посёлки Кичкиней и Рубеж.